# SpVgg 05 오버라드
SpVgg 05 오버라드(독일어: Spielbereingung 05 Frankfrut-Oberrad)는 헤세 주 프랑크푸르트의 오버라드 지구에 기반을 둔 독일의 축구단이다.